# Нишесте
Нишестето ((C6H10O5)n), познато още като скорбяла, е полизахарид, образуващ се в резултат на процеса фотосинтеза в листата на растенията и натрупван като енергиен резерв в семената, корените и плодовете под формата на скорбялни (нишестени) зрънца. Състои се от два полизахарида – амилоза и амилопектин, като тяхното съотношение е различно в различните източници на нишесте (царевица, пшеница, ориз, картофи, ръж, овес и др.) И двата полизахарида са полимери на глюкозата и една типична полимерна верига на нишестето се състои от около 2500 молекули на глюкозата в различна степен на полимеризация. Химичната му формула е (C6H10O5)n, където n е общият брой на мономерите на глюкозата.

## Свойства
Нишестето е бяло микрокристално вещество, неразтворимо в студена вода, без вкус и мирис. В гореща вода набухва, образувайки колоиден разтвор. При реакция с йодов разтвор се оцветява в синьо, което се използва като индикатор за присъствието му. В стомашния тракт на човека и животните нишестето се разтваря, подлагайки се на хидролиза под въздействие на ензима амилаза и се превръща в глюкоза, която се усвоява от организма. Поради това то е един от основните енергийни източници в ежедневното хранене на човека, тъй като се съдържа в изобилие в хляба, картофите и зърнените храни. То е основна съставка на брашното (75 – 80%), картофите (до 80%) и др.

## Структура
Качественият анализ показва, че нишестето съдържа въглерод, водород и кислород. За разлика от монозахаридите нишестето не редуцира Фелинговия разтвор и амонячен разтвор на дисребърен оксид. Следователно нишестето не съдържа свободна алдехидна група. Ако обаче се вари разтвор на нишесте в присъствие на минерална киселина (солна или сярна), то се хидролизира, като се минава междинно през нишестени декстрини, малтоза и се стигне до глюкоза, която имат редуктивни свойства. По такъв начин хидролизата на нишестето става на степени, като молекулната маса на междинните продукти постепенно намалява.
Хидролизата на нишестето може да протече и при обикновена температура под действието на ензимите амилаза или диастаза – ензими, доста разпространени в растителния и животинския свят. Ензимната хидролиза води до получаването на малтоза.
Броят на глюкозните остатъци в различните молекули на нишестето е от 200 до 6000. Следователно нишестето е природен полимер. То е смес от макромолекули с различни молекулни маси, като средната му молекулна маса варира от 30 000 до 1 000 000. Макромолекулите на нишестето се различават по структура. В едни от тях глюкозидните остатъци са свързани линейно, в прави вериги, а при други – глюкозните остатъци са свързани в разклонена верига.
Химически нишестето е нееднородно. То е смес от две вещества – амилоза (20 – 30%) и амилопектин (70 – 80%). Формата на макромолекулата на амилозата е линейна (с различна дължина на веригата), като броят на глюкозните остатъци е от 200 до 1000. Средната молекулна маса на амилозата е от 32 000 до 160 000. Формата на макромолекулата на амилопектина е силно разклонена, като броят на глюкозните остатъци варира от 600 до 6000. Средната молекулна маса на амилопектина е от 100 000 до 1 000 000. Разклонената верига на амилоектина се състои от къси глюкозидни вериги от по 20 – 25 глюкозни остатъци.
Амилозата се разтваря във вода като образува колоиден разтвор и оцветява йода в синьо. Амилопектинът е неразтворим във вода и оцветява йода във виолетово. Установено е, че макромолекулите на нишестето са изградени от остатъци на α-D-глюкоза, като са нагънати спираловидно в пространството.
Наличието на хидроксилни групи в макромолекулите на нишестето определя възможността то да се естерифицира. Получените естери нямат практическо значение.

## Приложение и преработка
Нишестето намира приложения в хранителната, хартиената и фармацевтичната промишленост за получаване на етилов алкохол, глюкоза, хартия, текстил, лепила и др. В промишлеността превръщането на нишестето в глюкоза (процес на озахаряване) се извършва чрез няколкочасовото му варене в разредена сярна киселина. Каталитичното влияние на сярната киселина върху процеса на озахаряване е открито от Кирхоф още през 1811 г. За да се отдели от получения разтвор сярната киселина, към него добавят тебешир, който при взаимодействие с нея образува нератзворим калциев сулфат. Последният се филтрира. Получената гъста сладка маса освен глюкоза съдържа и значително количество други продукти от хидролизата на нишестето. Тя се използва в сладкарската промишленост и за други технически цели. Така нареченото модифицирано нишесте се използва за сгъстяване на замразени храни. Ако е необходимо да се получи чиста глюкоза, варенето на нишестето продължава по-нататък, докато се постигне по-пълното му превръщане в глюкоза. Полученият след неутрализацията и филтрацията разтвор се сгъстява, докато от него не започнат да се отделят кристалите на глюкозата. При нагряването на сухо нишесте до 200 – 250° се извършва неговото частично разлагане и се получава смес от по-малко сложни от нишестето полизахариди (декстрин и др.).
Нишестето е основна въглехидратна храна на живите организми. То се усвоява след предварителната му хидролиза под действието на ензима амилаза. Получената глюкоза е храна за всички клетки. Излишната глюкоза се складира в черния дроб под формата на гликоген. По строеж гликогенът стои близо до амилопектина, но веригата му е по-силно разклонена и се състои от по-малък брой глюкозни остатъци (10 – 12) в отделните ѝ клонове. По такъв начин макромолекулата на гликогена е почти сферична. Средната му молекулна маса се движи в границите от 4 000 000 до 14 000 000. Гликогенът служи за резервна храна, като при нужда се разгражда до глюкоза. Гликогенът се съдържа и в мускулната тъкан, където при физическо натоварване се разпада до млечна киселина.
Нишестето се използва за получаване на глюкоза, алкохол, ацетон, глицерол. Намира приложение и при получаването на витамини и антибиотици. Получените при частичната хидролиза на нишестето декстрини се използват за приготвяне на декстринови лепила.
Ко̀лата (нишестеният клей) се използват за колосване на памучни тъкани.

## Безопасност и здраве на работното място
Установено е, че при продължително вдишване на праха от нишестето, поглъщането му, както и при контакт с кожата или очите, е възможно да се получи дразнене на очите, кожата, лигавиците, дори дерматит. Американската служба по безопасност и здраве при работа (OSHA) определя задължителна граница (допустимо ограничение) за експозиция (излагане) на нишесте на работното място: обща експозиция 15 mg/m³ и респираторна експозиция 5 mg/m³ за 8-часов работен ден. Друга американска институция, Националният институт за безопасност и здраве при работа (NIOSH) определя препоръчителна граница на обща експозиция от 10 mg/m³ и експозиция на респираторна експозиция от 5 mg/m³ в продължение на 8 часа.